# Jason Gedrick
Jason Michael Gedrick (Chicago, 7 febbraio 1965) è un attore statunitense.

## Biografia
Gedrick inizia la sua lunga carriera nel 1983, ancora adolescente, in film quali Bad Boys e Risky Business - Fuori i vecchi... i figli ballano.
Successivamente recita in Passaggio per il Paradiso, L'aquila d'acciaio, Nato il quattro luglio, Fuoco assassino e Oltre il ponte. Nel 1995 prende parte alla prima stagione della serie televisiva Murder One, nella parte dell'attore hollywoodiano Neil Avedon, mentre nel 1996 diventa uno dei protagonisti della serie EZ Streets, interpretando Danny Rooney.
Nel 2002 prende parte alla serie televisiva Boomtown, interpretando uno dei protagonisti, il giovane agente di polizia Tom Turcotte, ruolo che ricopre fino al 2003. Nel corso degli anni la sua carriera è supportata anche dalla partecipazione a serie televisive di successo come Supernatural, Crossing Jordan, Cold Case - Delitti irrisolti, Lie to Me, Grimm, Ally McBeal e Ghost Whisperer - Presenze. Nel 2006 ottiene il ruolo di uno dei protagonisti della serie televisiva Windfall, interpretando il personaggio di Cameron Walsh, ma la serie dura una sola stagione.
Dal 2007 al 2008 prende parte ad alcuni episodi della serie televisiva Desperate Housewives, nel ruolo di Rick Colleti. Prende parte, nel 2008, al film Disposta a tutto, recitando al fianco di Alyssa Milano e James Caan. Dal 2011 al 2012 è uno dei protagonisti della serie televisiva Luck, nella parte di Jerry Boyle; dopo la cancellazione, prende parte alla serie televisiva Dexter, nel ruolo di George Novikov. Nel 2016 partecipa agli ultimi 5 episodi della quarta stagione di Major Crimes, nel ruolo ricorrente dell'ex poliziotto Mark Hinkmann.

### Vita privata
È stato sposato con Dana Lavas, dalla quale ha divorziato nel 1997 ed ha avuto tre figli.

## Filmografia

### Cinema
- Bad Boys, regia di Rick Rosenthal (1983) Non accreditato
- Risky Business - Fuori i vecchi... i figli ballano (Risky Business), regia di Paul Brickman (1983) Non accreditato
- Il bunker del terrore (Massive Retaliation), regia di Thomas A. Cohen (1984)
- The Zoo Gang, regia di Pen Densham e John Watson (1985)
- Passaggio per il paradiso (The Heavenly Kid), regia di Cary Medoway (1985)
- L'aquila d'acciaio (Iron Eagle), regia di Sidney J. Furie (1986)
- Stacking, regia di Martin Rosen (1987)
- Terra promessa (Promised Land), regia di Michael Hoffman (1987)
- Aquile d'attacco (Iron Eagle II), regia di Sidney J. Furie (1988) Non accreditato
- Combat Dance - A colpi di musica (Rooftops), regia di Robert Wise (1989)
- Nato il quattro luglio (Born on the Fourth of July), regia di Oliver Stone (1989)
- Still Life, regia di Graeme Campbell (1990)
- Fuoco assassino (Backdraft), regia di Ron Howard (1991)
- Oltre il ponte (Crossing the Bridge), regia di Mike Binder (1992)
- Indagine oltre la vita (The Force), regia di Mark Rosman (1994) Uscito in home video
- Power 98, regia di Jaime Hellman (1996)
- L'amore di una madre (Silent Cradle), regia di Paul Ziller (1997)
- Gentlemen Like Chris, regia di Eric Devlin Taylor - cortometraggio (1998)
- Il sogno di un'estate (Summer Catch), regia di Michael Tollin (2001)
- One Eyed King - La tana del diavolo (One Eyed King), regia di Bobby Moresco (2001)
- Jesus, Mary and Joey, regia di James Quattrochi (2005)
- L'incredibile gara (Shannon's Rainbow), regia di Frank E. Johnson (2009)
- Sinatra Club, regia di James Quattrochi (2010)
- War Flowers, regia di Serge Rodnunsky (2012)
- The Shooting Star Salesman, regia di Kico Velarde - cortometraggio (2012)
- Skating to New York, regia di Charles Minsky (2013)
- The Turn, regia di Scott F. Evans (2016) Non confermato
- Bella's Story, regia di Yancey Arias (2018)
- Acts of Desperation, regia di Richard Friedman (2018)

### Televisione
- I viaggiatori delle tenebre (The Hitchhiker) – serie TV, 1 episodio (1989)
- In Living Color – serie TV, 1 episodio (1992)
- Class of '96 – serie TV, 17 episodi (1993)
- Birdland – serie TV, 1 episodio (1994)
- Heaven Help Us – serie TV, 1 episodio (1994)
- Il coraggio di amare (Dare to Love), regia di Armand Mastroianni – film TV (1995)
- Per amore della legge (Sweet Justice) – serie TV, 23 episodi (1994-1995)
- Murder One – serie TV, 23 episodi (1995-1996)
- EZ Streets – serie TV, 12 episodi (1996-1997)
- L'ultimo padrino (The Last Don), regia di Graeme Clifford – miniserie TV, 2 episodi (1997)
- Il terzo gemello (The Third Twin), regia di Tom McLoughlin – film TV (1997)
- The Last Don II, regia di Graeme Clifford – miniserie TV (1998)
- Arli$$ – serie TV, 1 episodio (1999)
- Ally McBeal – serie TV, 2 episodi (1999)
- Falcone – serie TV, 9 episodi (2000)
- The Beast – serie TV, 6 episodi (2001)
- Strange Frequency – serie TV, 1 episodio (2001)
- Oltre i limiti (The Outer Limits) – serie TV, 1 episodio (2002)
- Philly – serie TV, 1 episodio (2002)
- Ai confini della realtà (Strange Frequency 2), regia di Neill Fearnley, Kevin Inch e Jeff Woolnough – film TV (2002)
- The Partners, regia di Marc Buckland – film TV (2003)
- A Date with Darkness: The Trial and Capture of Andrew Luster, regia di Bobby Roth – film TV (2003)
- Boomtown – serie TV, 24 episodi (2002-2003)
- North Shore – serie TV, 2 episodi (2004)
- LAX – serie TV, 3 episodi (2004-2005)
- S.O.S. 18 – serie TV, 1 episodio (2005)
- Crossing Jordan – serie TV, 1 episodio (2005)
- La vera eredità (Hidden Places), regia di Yelena Lanskaya – film TV (2006)
- Windfall – serie TV, 13 episodi (2006)
- Supernatural – serie TV, 1 episodio (2006)
- Ghost Whisperer - Presenze (Ghost Whisperer) – serie TV, 1 episodio (2006)
- Rapid Fire, regia di Kari Skogland – film TV (2006)
- Lincoln Heights - Ritorno a casa (Lincoln Heights) – serie TV, 1 episodio (2007)
- I re di South Beach (Kings of South Beach), regia di Tim Hunter – film TV (2007)
- Disposta a tutto (Wisegal), regia di Jerry Ciccoritti – film TV (2008)
- Desperate Housewives - I segreti di Wisteria Lane (Desperate Housewives) – serie TV, 6 episodi (2007-2008)
- Depth Charge, regia di Terrence O'Hara – film TV (2008)
- Una canzone per Natale (The Christmas Choir), regia di Peter Svatek – film TV (2008)
- Cold Case - Delitti irrisolti (Cold Case) – serie TV, 1 episodio (2009)
- Sand Serpents, regia di Jeff Renfroe – film TV (2009)
- Lie to Me – serie TV, episodio 2x08 (2009)
- Terapia d'urto (Necessary Roughness) – serie TV, 3 episodi (2011)
- Luck – serie TV, 9 episodi (2011-2012)
- Georgia – serie TV, 1 episodio (2012)
- Grimm – serie TV, 1 episodio (2012)
- L'albero dei desideri (The Wishing Tree), regia di Terry Ingram – film TV (2012)
- Dexter – serie TV, 10 episodi (2012)
- Law & Order - Unità vittime speciali (Law & Order: Special Victims Unit) – serie TV, 1 episodio (2012)
- Le regole del delitto perfetto (How to Get Away with Murder) – serie TV, 1 episodio (2014)
- Bosch – serie TV, 8 episodi (2015)
- Justified – serie TV, 1 episodio (2015)
- Beauty and the Beast – serie TV, 5 episodi (2015)
- Shooter – serie TV, 2 episodi (2016)
- Major Crimes – serie TV, 6 episodi (2016-2017)
- Trouble Creek – serie TV, 5 episodi (2017)
- Criminal Minds – serie TV, 1 episodio (2018)
- Lethal Weapon – serie TV, 1 episodio (2019)

## Doppiatori italiani
Nelle versioni in italiano delle opere in cui ha recitato, Jason Gedrick è stato doppiato da:
- Riccardo Rossi in L'aquila d'acciaio, Luck, Windfall
- Guido Di Naccio in Dexter, Law & Order - Unità vittime speciali, Le regole del delitto perfetto
- Niseem Onorato in L'albero dei desideri, Murder One, EZ Streets
- Alessio Cigliano in Il terzo gemello, Major Crimes
- Massimo De Ambrosis in Fuoco assassino, Nurse Jackie
- Oreste Baldini in Terra promessa
- Luca Sandri in Ally McBeal
- Nanni Baldini in Boomtown
- Renato Novara in La scelta di Joey
- Francesco Prando in Supernatural
- Loris Loddi in Ghost Whisperer - Presenze
- Luca Ward in Disposta a tutto
- Massimiliano Manfredi in Desperate Housewives
- Roberto Certomà in Beauty and the Beast
- Marco Balzarotti in Il sogno di un'estate
- Fabrizio Manfredi in Cold Case - Delitti irrisolti
- Stefano Benassi in Grimm
- Francesco Bulckaen in Bosch
- Alberto Angrisano in Shooter
- Dario Oppido in Criminal Minds[1]